# Craig Johnson
Craig Johnson é um americano roteirista e diretor de cinema.
Ele estudou teatro na Universidade de Washington (Bellingham, Washington) e trabalhou por vários anos no teatro, na comédia de esboço e como um apresentador educacional no Centro de Ciência do Pacífico.
Em 2002, mudou-se para Nova York para estudar cinema na Tisch School of the Arts. Seu projeto de tese para esse programa, True Adolescents, foi lançado em 2009 como seu primeiro longa-metragem. Seu segundo longa-metragem, The Skeleton Twins, foi lançado em 2014.
Johnson é abertamente gay. Em 23 de maio de 2015, ele se casou com o escritor de televisão Adam Roberts.

## Filmografia
| Filmes                   | Ano  | Função               |
| ------------------------ | ---- | -------------------- |
| Alex Strangelove         | 2018 | Diretor e Roteirista |
| Os gêmeos de esqueleto   | 2014 | Diretor e Roteirista |
| Wilson                   | 2017 | Diretor              |
| Adolescentes Verdadeiros | 2009 | Diretor e Roteirista |